# Wilhelmine de Bayreuth
Pour les articles homonymes, voir Bayreuth (homonymie) et Wilhelmine de Prusse.
Frédérique Sophie Wilhelmine de Prusse, margravine de Bayreuth, est une écrivaine et compositrice allemande, fille aînée du roi de Prusse Frédéric-Guillaume Ier, et sœur du grand Frédéric II de Prusse, née le 3 juillet 1709, et morte le 14 octobre 1758.

## Biographie
Comme son frère cadet, le futur Frédéric II dont elle est très proche, elle a beaucoup à souffrir dans sa jeunesse des violences de leur père le roi Frédéric-Guillaume Ier de Prusse. Ainsi qu'elle l'écrit dans ses Mémoires écrits en français : « J'étais occupée tous les jours par mes maîtres et mon unique récréation était de voir mon frère. Jamais tendresse n'a égalé la nôtre.» 
Elle épouse en 1731 un cousin, héritier du margraviat de Bayreuth Frédéric de Brandebourg-Bayreuth. Le couple n'a qu'un enfant, Élisabeth Frédérique Sophie de Brandenbourg-Bayreuth (1732-1780), décrite par Casanova comme la plus belle fille d'Allemagne, qui se marie au duc Charles II de Wurtemberg en 1748.
Proche de Voltaire qui écrit une Ode sur sa mort, la margravine laisse des Mémoires (de 1706 à 1742), qui ne paraissent qu'en 1810 et sont réimprimés à Paris en 1845. Ils offrent les détails les plus intéressants sur la vie à la cour de Prusse avant que ce pays ne devienne une puissance européenne dans la première partie du XVIIIe siècle. 
La Correspondance de cette princesse avec Frédéric II est imprimée en partie dans les Œuvres du roi.

## Musique
Wilhelmine est aussi une compositrice et s'emploie à développer la vie musicale de Bayreuth et en fait une des villes les plus brillantes de l'époque. Elle engage, à la cour, le futur maître de chapelle Johann Pfeiffer qui lui enseigne la composition. Elle compose un opéra, Argenore, sur un livret de A. Galetti, en l'honneur de l'anniversaire de son mari, un concerto pour clavecin et de la musique de chambre.

## Discographie
Argenore, opéra (1740), extraits, V. Lukas (dir.) / A. Luz. / A. Kraus. / 
Concerto pour clavecin et cordes en sol, V. Lukas / Lukas-Consort, CD Campion (1995)